# Sant’Agata de’ Goti
Sant’Agata de’ Goti község (comune) Olaszország Campania régiójában, Benevento megyében.

## Fekvése
A megye délnyugati részén fekszik, 35 km-re északkeletre Nápolytól, 25 km-re nyugatra a megyeszékhelytől. Határai: Arienzo, Caserta, Dugenta, Durazzano, Frasso Telesino, Limatola, Moiano, Santa Maria a Vico, Tocco Caudio és Valle di Maddaloni. A település a Martorano és a Riello folyók mentén, a Taburno-hegy lejtőin fekszik. Félkör alaprajzú. A Taburno gazdag forrásokban, és a Casertai Királyi Palota kútjait is ezek a vizek táplálják, amelyeket Luigi Vanvitelli által tervezett vízvezeték szállítja a szökőkutakig.

## Története
A település valószínűleg az ókori szamnisz város, Saticula helyén alakult ki, amelyről Titus Livius is említést tett írásaiban. A 6. században a gótok egyik központja lett, majd a 7. században longobárd fennhatóság alá került. 970-től püspöki székhely. A normann időktől nemesi birtok lett. A 19. században nyerte el önállóságát, amikor a Nápolyi Királyságban felszámolták a feudalizmust.

## Népessége
A népesség számának alakulása:

## Főbb látnivalói
- az óváros
- a 970-ben alapított, majd a 12.  és 18. századokban újjáépített katedrális római kriptával
- Sant’Angelo in Munculanis-templom
- normann vár